# Einsatzgruppen w Polsce

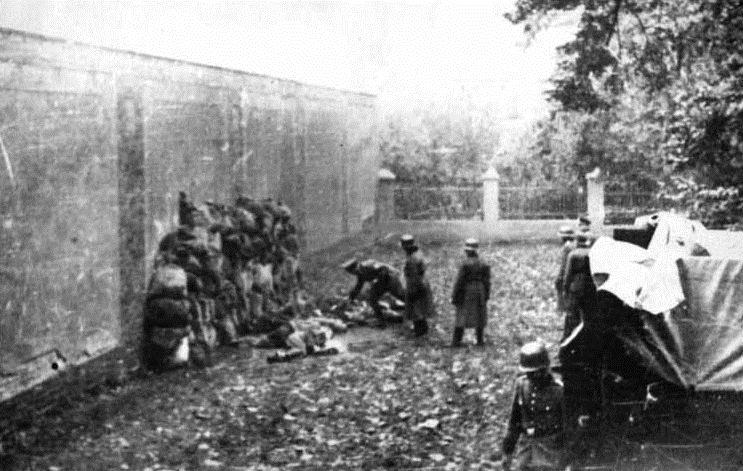
Egzekucja Polaków przez Einsatzkommando w Lesznie, październik 1939

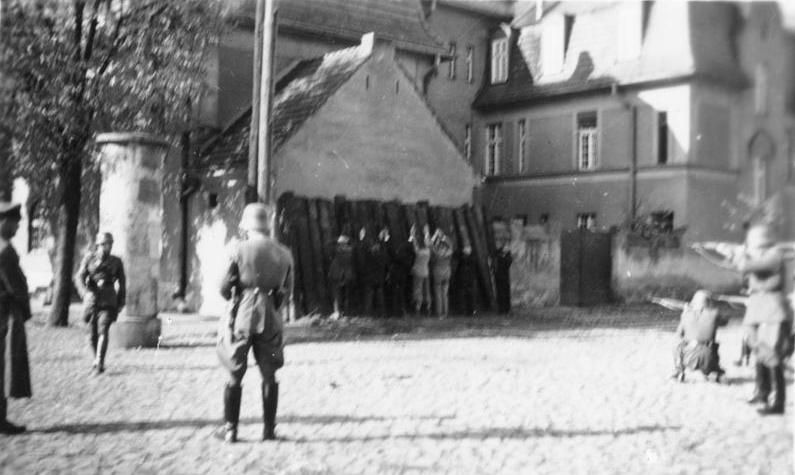
Egzekucja powstańców wielkopolskich: Kazimierza Finke, Ksawerego Lehmanna, Wojciecha Niemira oraz Józefa Sterna w Kórniku – 20.10.1939

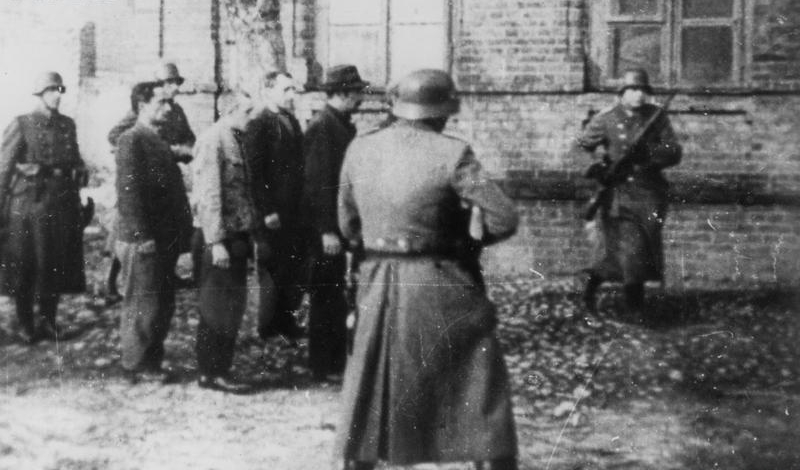
Egzekucja Polaków w okolicach Kalisza.

Einsatzgruppen w Polsce – działalność niemieckich grup Einsatzgruppen (Grup Operacyjnych) działających na terenie okupowanej Polski w latach 1939–1945. Funkcjonariusze tych grup stanowili zalążek nazistowskiego aparatu terroru na terenie okupowanej Polski – niemieckiej policji, Gestapo, Sicherheitspolizei i Sicherheitsdienstu.

## Zadania oddziałów Einsatzgruppen
Zadaniem oddziałów Einsatzgruppen była działalność na zapleczu wojsk niemieckich. Do Einsatzgruppen należało m.in. eksterminacja lub izolacja politycznych i ideologicznych wrogów III Rzeszy na operacyjnym zapleczu frontu na podstawie tzw. „List wrogów Rzeszy” – niem. „Sonderfahndungsbuch Polen”. Zadanie to realizowano poprzez stosowanie bezwzględnego terroru i masowej eksterminacji aktywnych działaczy antyniemieckich i antyfaszystowskich. Działaniami tymi także objęto potencjalnych przeciwników (np. w Polsce uczestników powstania wielkopolskiego i śląskich oraz czołowych przedstawicieli inteligencji). Do zadań tych grup należało także zabezpieczanie zakładów przemysłowych, ważniejszych urządzeń komunalnych i strategicznych oraz zapasów surowców. Grupy te rekwirowały także archiwa państwowe i organizacji politycznych, zbiory dzieł sztuki.
Jednym z głównych zadań Einsatzgruppen była eksterminacja Żydów. Starano się przy tym, aby do zabijania Żydów przyłączała się miejscowa ludność ukraińska, litewska, polska lub białoruska. Niejednokrotnie miejscowa ludność często atakowała Żydów jeszcze zanim niemieckie oddziały zajęły dany region. We Lwowie ulotki OUN wręczane przechodniom wzywały jawnie do mordów „Lachów, Żydów i komunistów niszcz bez litości, nie miej zmiłowania dla wrogów Ukraińskiej Rewolucji Narodowej”. Na początku sierpnia 1941 dwie kompanie konnego regimentu SS Franza Magilli zostały oddelegowane do Pińska, gdzie pomagały Einsatzgruppen przygotować akcję wymordowania całej populacji Żydów – ponad 30 tys. osób.  Od 3 lipca 1941 takie działania przeprowadziła we Lwowie prawdopodobnie Einsatzkommando policji bezpieczeństwa.
Główny Urząd Bezpieczeństwa Rzeszy z satysfakcją donosił w 1943, że od września „trwa planowa akcja ugrupowań narodowopolskich przeciw bandom komunistycznym”, a policja bezpieczeństwa „wielokrotnie była adresatem różnych propozycji tychże  ugrupowań”, określających swe cele jako „wyniszczenie elementów komunistycznych, żydowskich i kryminalnych” RSHA cytował w swych raportach również konkretne wypadki antykomunistycznych akcji.
W ciągu wykonywania swoich zadań policja bezpieczeństwa popełniała wiele nadużyć i przestępstw nie tylko z punktu widzenia prawa międzynarodowego, ale także prawa niemieckiego, co było oczywiste nawet dla ówczesnych władz okupacyjnych.

## Organizacja Einsatzgruppen działających na terenie Polski

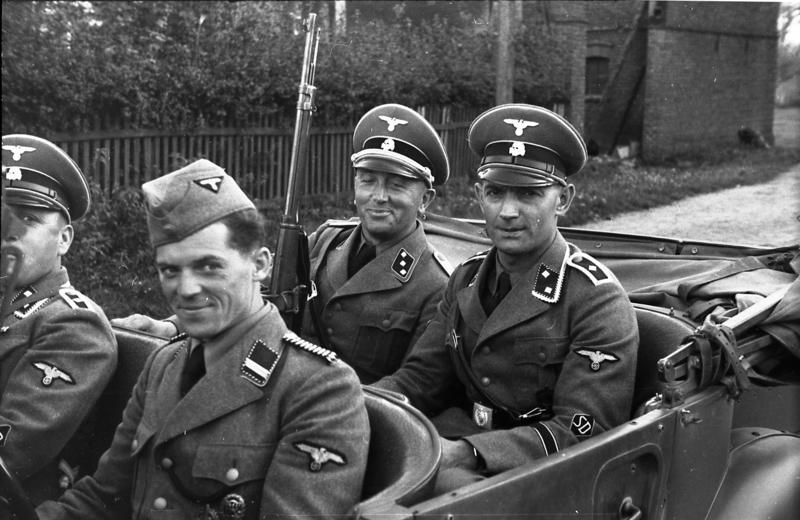
Członkowie Einsatzgruppen. Od lewej: Oberscharführer SD, Rottenführer Allgemeine SS, Untersturmführer Waffen-SS i Oberscharführer SD w czasie akcji aresztowania Żydów, Polska, wrzesień 1939 roku

Einsatzgruppen należały do hitlerowskiej policji bezpieczeństwa (Sipo) i służby bezpieczeństwa (SD). Oddziały te organizowane i koordynowane były przez Główny Urząd Bezpieczeństwa Rzeszy RSHA. W lipcu 1939 roku na mocy porozumienia pomiędzy szefem SD Heydrichem oraz naczelnym dowódcą lądowych sił Wehrmachtu utworzono 5 grup operacyjnych Einsatzgruppen, które zostały przydzielone do każdej z 5 armii. We wrześniu 1939 utworzono dwie kolejne grupy VI oraz „specjalnego przeznaczenia”, które zostały użyte na Śląsku oraz w Wielkopolsce. Początkowo oddziału te nosiły nazwy od miejsca utworzenia, ale 4 września zwierzchnik SS Reinhard Heydrich w dalekopisie do dowódców wydał rozkaz reorganizacji oraz zmiany nazewnictwa. Na terenie okupowanej Polski działały następujące oddziały Einsatzgruppen.
- Einsatzgruppe I (początkowo nazywana Einsatzgruppe Wien) – (dowódca – SS-Standartenführer Bruno Streckenbach, przyporządkowana została 14 Armii)
  - Einsatzkommando 1/I: SS-Sturmbannführer Ludwig Hahn
  - Einsatzkommando 2/I: SS-Sturmbannführer Bruno Müller
  - Einsatzkommando 3/I: SS-Sturmbannführer Alfred Hasselberg
  - Einsatzkommando 4/I: SS-Sturmbannführer Karl Brunner
- Einsatzgruppe II (początkowo nazywana Einsatzgruppe Oppeln) – (dowódca – SS-Obersturmbannführer Emanuel Schäfer, przyporządkowana została 10 Armii)
  - Einsatzkommando 1/II: SS-Obersturmbannführer Otto Sens
  - Einsatzkommando 2/II: SS-Sturmbannführer Karl-Heinz Rux
- Einsatzgruppe III (początkowo nazywana Einsatzgruppe Breslau) – (dowódca – SS-Obersturmbannführer und Regierungsrat dr. Ludwig Fischer, przyporządkowana została 8 Armii)
  - Einsatzkommando 1/III: SS-Sturmbannführer Wilhelm Scharpwinkel
  - Einsatzkommando 2/III: SS-Sturmbannführer Fritz Liphardt
- Einsatzgruppe IV (początkowo nazywana Einsatzgruppe Dramburg) – (dowódca – SS-Brigadeführer Lothar Beutel (od 23 listopada 1939 SS-Obersturmbannführer Josef Meisinger), przyporządkowana została 4 Armii)
  - Einsatzkommando 1/IV: SS-Sturmbannführer und Regierungsrat Helmut Bischoff
  - Einsatzkommando 2/IV: SS-Sturmbannführer und Regierungsrat Walter Hammer
- Einsatzgruppe V (początkowo nazywana Einsatzgruppe Allenstein) – (dowódca – SS-Standartenfürer Ernst Damzog, przyporządkowana została 3 Armii)
  - Einsatzkommando 1/V: SS-Sturmbannführer und Regierungsrat Heinz Gräfe
  - Einsatzkommando 2/V: SS-Sturmbannführer und Regierungsrat Robert Schefe
  - Einsatzkommando 3/V: SS-Sturmbannführer und Regierungsrat Walter Albath
- Einsatzgruppe VI (dowódca – SS-Oberführer Erich Naumann, działająca na terenie Wielkopolski)
  - Einsatzkommando 1/VI: SS-Sturmbannführer Franz Sommer
  - Einsatzkommando 2/VI: SS-Sturmbannführer Gerhard Flesch
- Einsatzgruppe z. b. V. (niem. Einsatzgruppe zum besonderen Verwendung – do zadań specjalnych)[11] – (dowódca – SS-Obergruppenführer Udo von Woyrsch i SS-Oberfürer Otto Rasch, działająca na Górnym Śląsku i Śląsku Cieszyńskim)
- Einsatzkommando 16 (dowódca – SS-Sturmbannführer dr. Rudolf Tröger, samodzielna grupa mająca działać na Pomorzu).

## Zbrodnie Einsatzgruppen w Polsce
- Einsatzgruppe I:

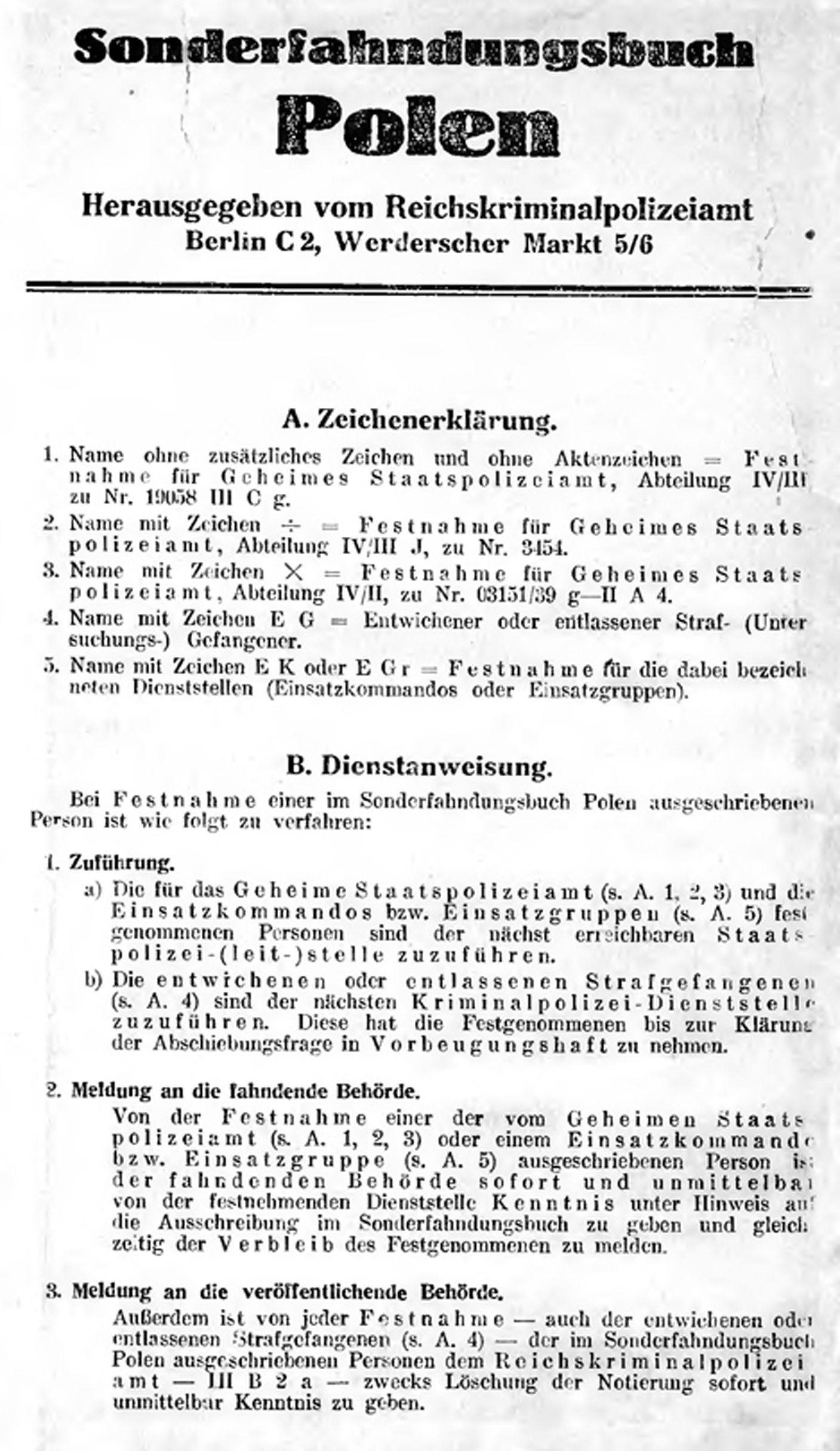
Sonderfahndungsbuch Polen – strona tytułowa. Nazwiska osób ze skrótami EK (Einsatzkomando) oraz EG (Einsatzgruppen) oznaczały osoby przeznaczone do eliminacji.

  - Przy zgrupowaniu 14 Armii gen. Lista wchodzącej w skład Grupy Armii „Sud” działała Einsatzgruppe I pod dowództwem Bruno Streckenbacha. We wrześniu 1939 roku w pasie operacyjnym 14 Armii Niemcy zamordowali ponad 1000 osób cywilnych oraz jeńców wojennych[13]. Między 1 a 5 września zabili około 70 osób we wsiach Morawczyna, Klikuszowa i Czarny Dunajec koło Nowego Targu, w Jordanowie oraz leżących obok wsiach Sidzina, Skomielna Biała, w Zamieściu i Skrzylnej koło Tymbarku, a także we wsiach Lubień, Stróża oraz Rudnik koło Myślenic[14]. Po zakończeniu kampanii wrześniowej dnia 6 listopada Einsatzgruppe I przeprowadzała akcję aresztowania oraz eliminacji profesorów Uniwersytetu Jagiellońskiego pod kryptonimem Sonderaktion Krakau[15].
- Einsatzgruppe IV dokonała w latach 1939–1940 licznych zbrodni na terenie Kujaw i Mazowsza,  głównie w Bydgoszczy i Warszawie:
  - Ta grupa operacyjna uczestniczyła dnia 5-9 września 1939 roku w represjach ludności polskiej w Bydgoszczy. Dnia 30 września 1939 została przerzucona do Warszawy i historycy przypisują jej aresztowanie prezydenta miasta Stefana Starzyńskiego[15]
  - Od początku października 1939 funkcjonariusze EG IV przeprowadzali w Warszawie szereg aresztowań i egzekucji w ramach regionalnego warszawskiego etapu akcji eliminacji polskiej inteligencji, tzw. „Intelligenzaktion”. Historycy szacują, że czwarta grupa operacyjna w egzekucjach w ogrodach sejmowych oraz innych czystkach etnicznych zamordowała w Warszawie od kilkuset do tysiąca osób[16].